# Arthur Onslow, 3. Earl of Onslow

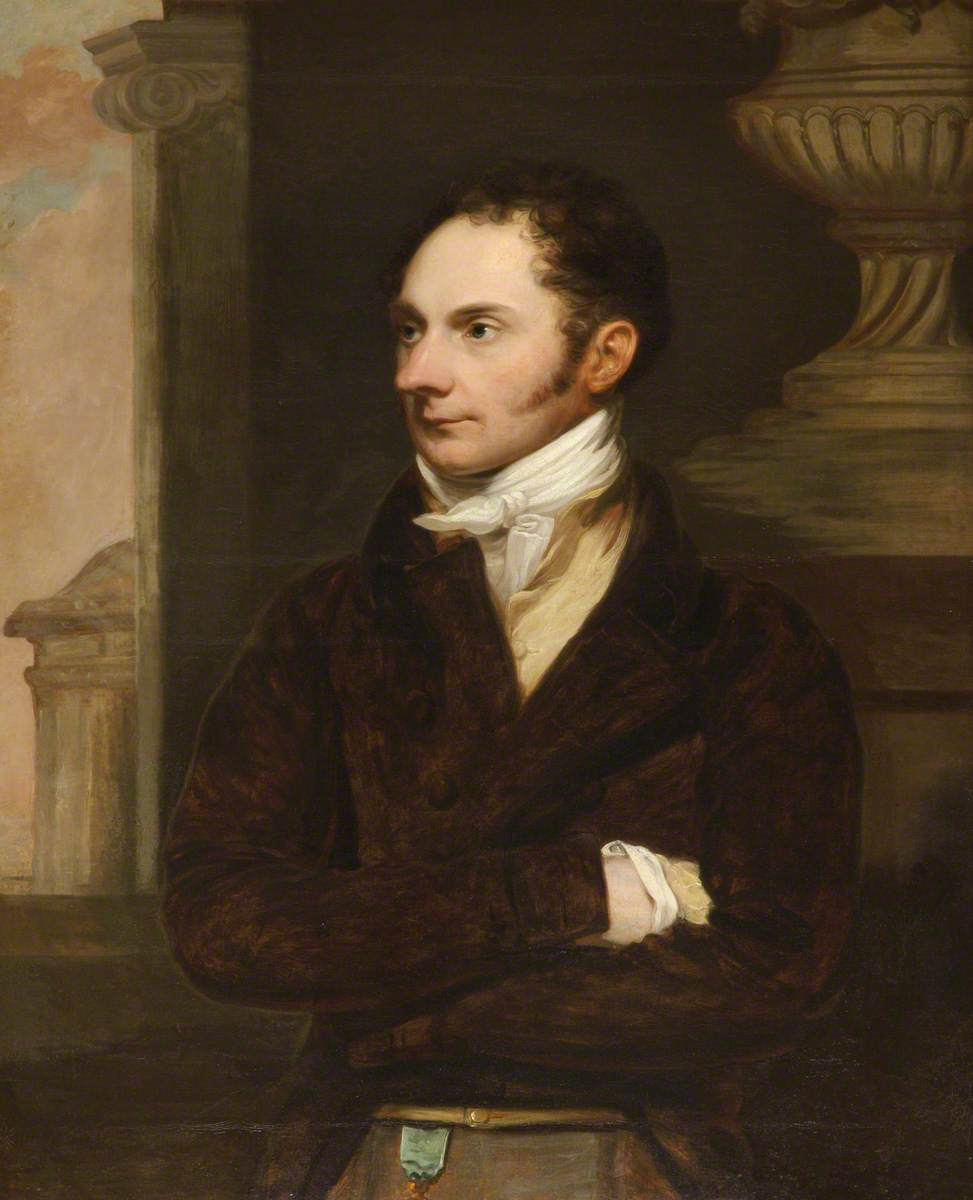
Arthur Onslow

Arthur George Onslow, 3. Earl of Onslow, (* 25. Oktober 1777 in Marylebone, Westminster; † 24. Oktober 1870 in Richmond, Surrey) war ein britischer Adliger und Politiker.

## Leben
Onslow war der älteste von drei Söhnen des Thomas Onslow, 2. Earl of Onslow, aus dessen erster Ehe mit Arabella Mainwaring Ellerker.
Er besuchte die Harrow School und begann am 4. November 1795 ein Studium am Christ Church College der Universität Oxford, das er schließlich als Bachelor of Arts abschloss.
Beim Tod seines Vaters erbte er 1827 dessen Ländereien und Adelstitel als 3. Earl of Onslow und wurde dadurch Mitglied des House of Lords.
Am 21. Juli 1818 heiratete er Mary Fludyer, Tochter von George Fludyer und Lady Mary Fane, Tochter des John Fane, 9. Earl of Westmorland. Das Ehepaar hatte zwei Kinder:
- Lady Mary Augusta Onslow (um 1820–1891);
- Arthur George Onslow, Viscount Cranley (1820–1856) ⚭ Lady Katherine Anne Cust (1822–1885), Tochter des John Cust, 1. Earl Brownlow.

Da sein einziger Sohn bereits 1856 starb und drei Töchter, aber keine Söhne hinterließ, fielen Onslows Adelstitel mit seinem Tod 1870 an seinen Großneffen William Hillier Onslow.